# ناحیه کنکورد، شهرستان ایروکوی، ایلینوی
ناحیه کنکورد (به انگلیسی: Concord Township) یک منطقهٔ مسکونی در ایالات متحده آمریکا است که در شهرستان ایروکوی، ایلینوی واقع شده‌است. ناحیه کنکورد ۱۹۶ متر بالاتر از سطح دریا واقع شده‌است.